# Cabalus modestus
Il rallo delle Chatham (Cabalus modestus (F. W. Hutton, 1872)) era un uccello della famiglia dei Rallidi diffuso su tre isole del gruppo delle Chatham: Mangere, Chatham e Pitt.

## Descrizione
Il rallo delle Chatham misurava circa 22 cm di lunghezza. Il maschio era di colore bruno-olivaceo, con la base delle penne color piombo; le piume del petto presentavano, all'estremità, una leggera tonalità di colore fulvo chiaro; quelle dell'addome e dei fianchi presentavano due barre sottili dello stesso colore; le piume della gola erano grigio scure, ma avevano l'estremità marrone; le remiganti, molto morbide, erano marroni: le prime tre erano barrate da strisce sbiadite di colore fulvo-rossastro e la quarta e la quinta erano più lunghe; la coda era piumosa, breve e di colore marrone; l'iride era marrone chiaro, così come il becco e le zampe. La femmina era più piccola e presentava strisce meno nitide. Gli esemplari giovani erano di colore nero-brunastro uniforme.
L'uovo era color bianco-crema, con deboli macchioline rossastre e violacee, ma l'unico esemplare conservato in un museo è quasi completamente bianco e le macchioline che lo ricoprono, scarse e molto piccole, sono a malapena visibili.

## Biologia
Henry H. Travers riporta che il rallo delle Chatham aveva abitudini notturne e nidificava in tane scavate sul terreno; inoltre, scrisse che i piccoli, dopo la schiusa, correvano a rifugiarsi in un tronco cavo caduto. Frederick Wollaston Hutton sostiene che su Mangere il rallo occupava terreni rocciosi, dal momento che su quest'isola non vi sono distese sabbiose; in più, Travers gli aveva detto che i genitori e il pulcino che gli aveva procurato erano stati catturati il 5 gennaio; quindi, si può ipotizzare che l'uccello nidificasse in novembre-dicembre. Il rallo si nutriva di piccoli invertebrati, e Walter Buller, che analizzò alcuni contenuti stomacali, trovò unicamente resti di esoscheletri di Coleotteri. Forbes sosteneva invece che si nutrisse prevalentemente di pulci di mare, che su Mangere si spingono frequentemente all'interno della boscaglia.

## Estinzione

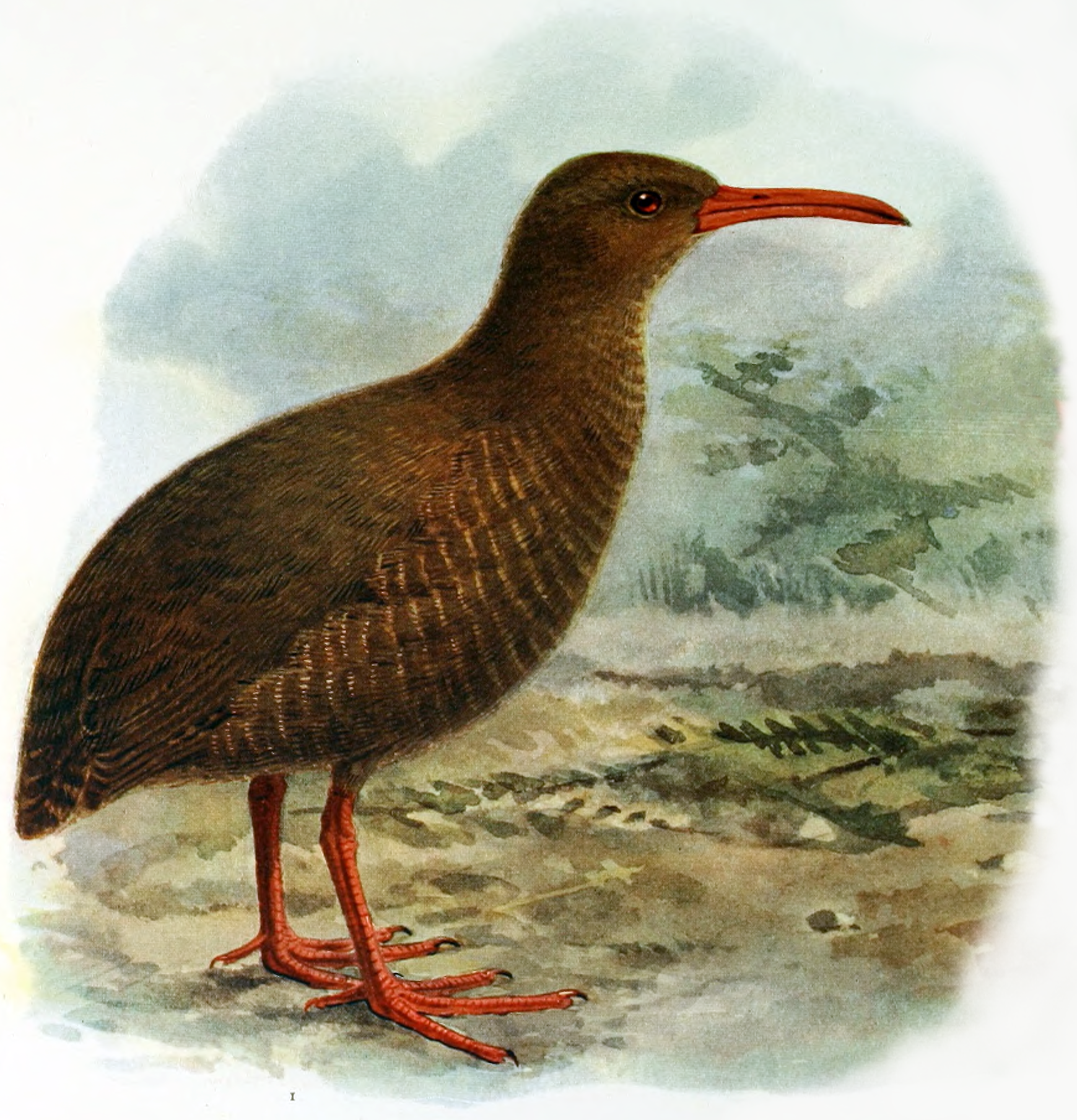
Illustrazione del 1907.

I primi esemplari noti alla scienza di questo rallo vennero catturati nel 1871 da H. H. Travers sull'isola di Mangere. Si trattava di due spoglie, appartenenti a un esemplare adulto e a un immaturo, oltre a un altro esemplare conservato sotto spirito. Alla fine del XIX secolo le foreste di Mangere erano state quasi del tutto abbattute dai coloni, che praticavano la tecnica del taglia-e-brucia per creare nuovi pascoli, e devastate da capre e conigli. All'epoca della scoperta del rallo, le Chatham erano già popolate da gatti, introdotti per tenere sotto controllo i conigli, così il destino della specie era ormai segnato: gli ultimi esemplari vennero catturati tra il 1895 e il 1900. Lo studioso Oliver sostenne che la specie sia scomparsa anche a causa delle catture da parte dei collezionisti, ma Greenway, più recentemente, ha puntualizzato che sull'isola Chatham, dopo l'arrivo degli europei, del rallo sono state trovate unicamente ossa subfossili. Anche sulla vicina isola di Pitt gli europei catturarono unicamente un esemplare adulto e un piccolo ricoperto di piumino. Buller riporta che Travers se ne procurò degli esemplari unicamente su Mangere, mentre Walter Hood informò lo stesso Buller che il rallo sopravviveva ancora, «sebbene sia difficile da catturare, avendo abitudini semi-notturne». Hutton scrisse:
Il rallo delle Chatham era un animale specializzato, molto più del rallo di Dieffenbach (Hypotaenidia dieffenbachii), l'altra specie di rallo originaria delle Chatham, anch'essa ormai scomparsa, che sembra essere giunto su queste isole successivamente. Tuttavia, Trewick sostiene che il C. modestus potrebbe essersi evoluto a partire da esemplari giunti più recentemente che avevano sviluppato abitudini notturne, occupando una nicchia simile a quella del kiwi, convivendo con il più opportunista H. dieffenbachii. Tuttavia, altri studiosi, come Haldaway, hanno messo in discussione questo scenario. Storrs Olson ipotizza che il C. modestus scomparve da Chatham e Pitt a causa della competizione con il più grande H. dieffenbachii, mentre non nega che su Mangere le due specie siano potute convivere pacificamente.